# Santa Cruz del Valle
Santa Cruz del Valle é um município da Espanha na província de Ávila, comunidade autónoma de Castela e Leão, de área 15,15 km² com população de 508 habitantes (2007) e densidade populacional de 17,23 hab/km².

## Localização
Localiza-se no sul da província de Ávila.
| Noroeste: Mombeltrán | Norte: San Esteban del Valle | Nordeste: San Esteban del Valle     |
| Oeste: Mombeltrán    |                              | Este: San Esteban del Valle         |
| Sudoeste: Mombeltrán | Sul: Arenas de San Pedro     | Sudeste: Pedro Bernardo, Mombeltrán |

## Demografia
| Variação demográfica do município entre 1991 e 2004 | Variação demográfica do município entre 1991 e 2004 | Variação demográfica do município entre 1991 e 2004 | Variação demográfica do município entre 1991 e 2004 |
| --------------------------------------------------- | --------------------------------------------------- | --------------------------------------------------- | --------------------------------------------------- |
| 1991                                                | 1996                                                | 2001                                                | 2004                                                |
| 671                                                 | 656                                                 | 567                                                 | 511                                                 |